# Ciudad Rodrigo
Ciudad Rodrigo je malé město v západním Španělsku v provincii Salamanca. Lokalita na skalnatém svahu nad pravý břehem řeky Águeda byla osídlena od neolitu. Klíčová hraniční pevnost byla místem 10denního obléhání vévodou z Wellingtonu během napoleonských válek.

## Přírodní poměry
Ciudad Rodrigo se nachází na pravém břehu řeky Águeda, 89 km jihozápadně od Salamanca a 25 km od portugalských hranic. Rychlostní silnice A-62 spojuje Ciudad Rodrigo se Salamancou, Valladolidem a Burgosem.
V nadmořské výšce 658 metrů má Ciudad Rodrigo vnitrozemské středomořské klima, charakterizované chladnými, vlhkými zimami a teplými, suchými léty s relativně chladnými nocemi.

## Historie
Ciudad Rodrigo byla původně keltská vesnice pod názvem Mirobriga. Město bylo později obsazeno Římany při dobytí Lusitanie a přejmenováno na Augustobriga.
Ve 12. století bylo město dosídleno králem Ferdinandem II. Leónským. Město opatřil hradbami a znovu zřídil starou vizigótskou diecézi Kalábrie, která zahrnovala velkou část provincie Salamanca a část provincie Cáceres, což bylo potvrzeno papežem Alexandrem III. v roce 1175. Následovala stavba městské katedrály v gotické a pozdně románském slohu.
Král Alfons VIII. potvrdil městu biskupství v roce 1191. Prvním biskupem byl Pedro roku 1165. Jedním z nejslavnějších biskupů byl učený právník Don Diego de Covarruvias y Leyva od roku 1560.

### Napoleonské války
Strategická poloha opevněného města na hlavní silnici z Portugalska do Salamanky z něj učinila důležité bojiště napoleonských válek.
Francouzský maršál Michel Ney dobyl Ciudad Rodrigo 9. července 1810 po 24denním obléhání. Španělská posádka polního maršála Dona Andrease de Herrasti o síle 5500 mužů se sice statečně bránila, ale vzdala se, když francouzské dělostřelectvo otevřelo průlom do hradeb a pěchota byla připravena k útoku. Španělé evidovali 461 mrtvých a 994 zraněných obránců, 4000 mužů bylo zajato a Francouzi navíc získali 118 děl. Neyův VI. sbor ztratil během obléhání 180 zabitých a přes 1000 zraněných. Francouzští vojáci poté vyplenili město. Obléhání zdrželo invazi maršála André Massény do Portugalska o měsíc.
Britský generál Wellington zahájil vojenské tažení v roce 1812 útokem na Ciudad Rodrigo v noci z 19. na 20. ledna 1812, po přípravných operacích trvajících 10 dní. V těchto střetech Britové dobyli Velký Teson 8. ledna a Malý Teson 16. ledna. Mezitím byly Wellingtonovými třiadvaceti 24librovými a čtyřmi 18librovými obléhacími děly pod velením kapitána Alexandra Dicksona otevřeny dva průlomy v hradbách. 3. divize generálmajora Thomase Pictona zaútočila na větší průlom, zatímco lehká divize Roberta Craufurda zaútočila na menší průlom. Spojenecké ztráty v obležení byly 195 zabitých a 916 zraněných, mezi mrtvými byli generálmajoři Henry Mackinnon a Craufurd. Francouzská posádka o 2000 mužích pod vedením brigádního generála Barriého ztratila 529 mrtvých a zraněných, zatímco zbytek byl zajat. Britové důkladně vyplenili město, navzdory úsilí svých důstojníků. Obsazení Ciudad Rodrigo umožnilo Wellingtonovi pokračovat do Badajozu, jehož dobytí bylo mnohem krvavější.
V roce 1812 byl tehdejší vikomt Wellington odměněn za vítězství dědičným španělským vévodským titulem Duque de Ciudad Rodrigo.

## Pamětihodnosti
Historické centrum Ciudad Rodrigo je obehnáno městskými hradbami.
- Hradby byly postaveny ve 12. století. V 17. století byly přestavěny a zesíleny bastiony, raveliny a dělostřeleckými bateriemi.
- Katedrála Santa María je středověká katedrála. Původní byla postavena ve 12. století v pozdně románském stylu a v 16. století byla renovována Rodrigem Gilem de Hontañónem.
- Paláce:
  - Castrův palác vyniká zajímavou fasádou.
  - Palác Moctezuma, sídlo vévodů z Moctezuma de Tultengo, hostí městské kulturní centrum.
  - Palác Aguila se zahradou a dvěma nádvořími.
  - Mnoho dalších: například Casa of the Cornejo, Casa of the Condes de Alba de Yeltes a Casa of the Vazquez.
- Hrad Jindřicha II. Kastilského byl postaven v roce 1372 na skalním ostrohu nad řekou Águeda. V současnosti je využíván jako Parador, neboli hotel v historické budově.
- Plaza Mayor, centrální náměstí s radnici ze 16. století.
- Kaple Cerralbo.